# المنجي دلهوم
المنجي دلهوم (13 جانفي 1945-)، هو مدرب كرة قدم ومهاجم دولي تونسي سابق. يعد دلهوم أكثر اللاعبين تسجيلا في تاريخ النادي الرياضي الصفاقسي الذي امضى معه كامل مسيرته الرياضية بين 1962 و1971 وفاز معه بالبطولة عامي 1969 و1971 والكأس عام 1971 كما توج بلقب أفضل هداف في موسمي 1964 و1966. على المستوى الدولي شارك دلهوم مع المنتخب التونسي في 7 مباريات دولية وسجل معه هدفا يتيما أمام منتخب إثيوبيا عام 1965. كفني درب دلهوم عدة فرق كالملعب الرياضي الصفاقسي ومحيط قرقنة والملعب القابسي وآمال النادي الصفاقسي ونادي العربي السعودي. نشط كذلك نجله كريم كمهاجم في النادي الرياضي الصفاقسي.